# Kars
Pour les articles homonymes, voir Kars (homonymie).

Urartu vers -700

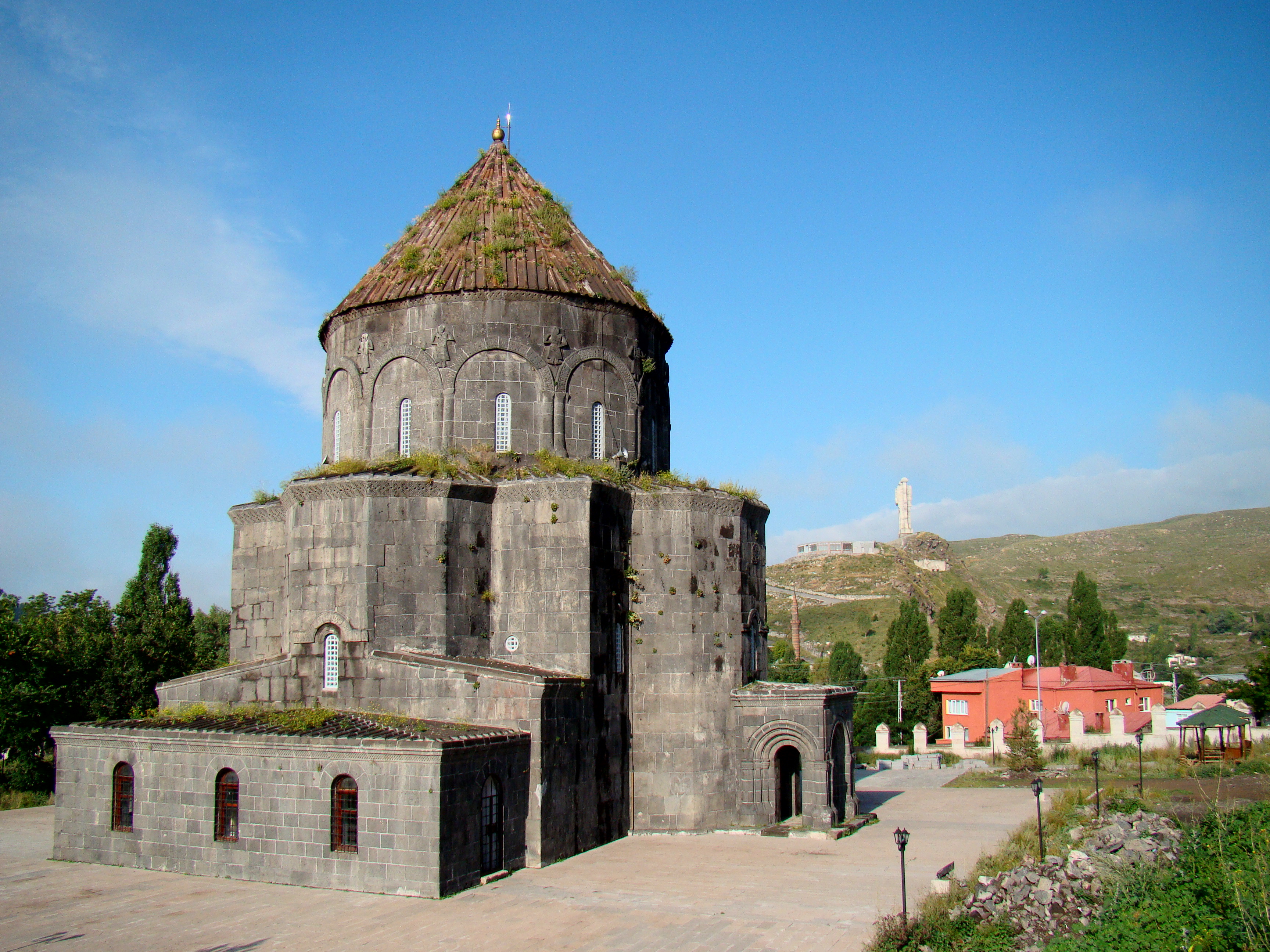
Cathédrale de Kars (939)

Arménie (vers 1000), dont Royaume de Kars

Kars (Ղարս ou Կարս en arménien, Qars en azéri, ყარსი ou კარი en géorgien, Qers en kurde) est une ville de Turquie orientale, préfecture de la province du même nom.

## Histoire

### Période paléolithique
L'histoire de Kars débute il y a des centaines de milliers d'années à l'âge de pierre. On a retrouvé différentes haches de type acheuléen dans le district de Susuz, près de Ani, et sur les pentes de la montagne de Tombul Tepe datant du Paléolithique inférieur. On a découvert un embout en basalte à l'ouest de Ağzıaçık Suyu, une hache dans la vallée de Borluk, des outils en pierres et des foyers dans la grotte de Kurbanalan. Tous sont de type Moustérien et datent du paléolithique moyen. À la période paléolithique supérieur, nous pouvons constater des pratiques différentes de chasse et de cueillette, une amélioration de la production d'outils et d'équipements, et l'apparition de décors sur les murs. À l'ouest du village de Çamışlı, sur les pentes orientales de la montagne d'Aladağ, on a trouvé une grande pierre en basalte avec deux dessins datant de 10 000 ans, représentant des figures d'hommes et d'animaux. Le plus grand mesure 4 mètres de hauteur et 14 mètres de longueur. Non loin de là, dans la grotte de Kurbanağa, on retrouve des outils et d'autres objets de la période paléolithique supérieur.

### Du Mésolithique au Néolithique
Dans la vallée d'Aras, on a découvert des microlithes et divers autres outils appartenant à la période du paléolithique supérieur et à la période mésolithique. On retrouve des outils similaires et de la même époque dans le Caucase russe. Des menhirs, des dolmens et des cromlechs datant du Néolithique sont présents sur l'île d'Akçakale, dans le lac de Çıldır. Au milieu de ces monuments, divers outils et objets rugueux et de couleur sombre ont été trouvés dans trou creusé dans le sol.

### Premières civilisations
Les Urartéens furent les premiers habitants identifiés dans la région entre l'Anatolie et le Caucase ayant pour centre le lac de Van. Leur royaume s'y établit entre le XIe et le VIe siècles av. J.-C.
Ils parlaient une langue agglutinante, qui n'appartient ni à la famille des langues sémitiques, ni à celle des langues indo-européennes : elle fait partie des langues hourro-urartéennes. Ils utilisaient l'écriture en cunéiforme assyrienne. Kars et ses alentours formaient une région peuplée. Une dizaine de royaumes locaux vivaient sous domination urartéenne. Leurs habitants versaient au grand royaume d'Urartu de lourdes taxes en or, en bronze, en diamants, et en chevaux, en vaches et en moutons. Le royaume de Diauekhi (qui semble avoir été proto-géorgien) était le plus puissant, il dominait l'actuel Kars, et jusqu'à la frontière de la province d'Erzurum. L'or et le diamant que l'on trouve dans la rivière de Kağız, et le cuivre extrait à Bardız y étaient exploités à cette époque de l'Antiquité.
Entre le VIIe et Ve siècles av. J.-C., les Scythes sont à leur apogée, les Cimmériens sont alors forcés de migrer, à cause des invasions Scythes. Ils quittent la Steppe pontique pour trouver refuge en Anatolie. Ces migrations et invasions cimmériennes vont perturber l'Urartu et l'Assyrie. Le roi d'Urartu Rusa II tente de créer des liens amicaux avec ces immigrés. Déjà sur le point de s'effondrer face aux agressions scythes et cimmériennes, l'Urartu va finalement tomber sous les attaques des Mèdes qui causeront également la destruction de l'Assyrie.
En 550 av. J.-C., les Perses intégrent à leur empire l'ancien territoire Urartu. L'empire Perses'étendait de l'actuel Iran jusqu'à la région Égéenne en Anatolie occidentale. il était divisé en 23 Satrapies et 127 administrations provinciales. Kars faisait partie de la 13e Satrapie qui fut la Satrapie d'Arménie ou d'Orontide, elle est la toute première administration arménienne connue. Cette Satrapie devait payer une taxe annuelle de 400 diamants et des centaines de chevaux. La Satrapie d'Arménie passe aux mains d'Alexandre le Grand puis des Séleucides. Après la défaite des Séleucides face aux Romains, l'Arménie devient indépendante et alliée des Romains en 189. C'est le Satrape d'Arménie Artaxias Ier qui en devient le roi. Il fonda la dynastie royale des Artaxiades qui fut le premier empire arménien et qui régna jusqu'au Ier siècle apr. J.-C. Entre-temps, les Parthes ont réussi à occuper la région au Ier siècle av. J.-C. À la fin du IIe siècle apr. J.-C., les Sassanides qui avaient pour religion d'État le zoroastrisme, profitent de l'effondrement des Parthes pour conquérir Kars et sa région. Ils en font le gouvernorat d'Ararat et l'occupent pendant plus de 200 ans. En 287 après J.-C., Tiridate, assis sur le trône de ce gouvernorat, choisit le christianisme pour religion d'État. L'Arménie devient ainsi le premier état chrétien au monde, bien que l'État ne soit pas indépendant. Au IVe siècle, l'Arménie est partagée par l'empire Romain d'un côté, et l'empire Sassanide de l'autre. Ils se disputèrent la région jusqu'au VIe siècle. C'est à cette période que la culture arménienne se développe et produit d'importantes réalisations culturelles.

### Moyen Âge
En 640, arrivent les invasions arabes pour conquérir Kars et sa région déjà disputée par les deux puissances que sont les Romains et les Sassanides. Après l'effondrement du royaume des Sassanides en 640 jusqu'en 750, ce sont les Omeyyades qui prennent la région et préservent le statut de gouvernorat de la région. Après 750, ce sont les Abbassides (une autre dynastie Arabe musulmane) qui régissent la province jusqu'en 949 à l'arrivée des Byzantins. Kars reste une petite principauté jusqu'en 888, et intègre ensuite le royaume arménien Bagratide, créé sous l'autorisation du calife Al-Mutamid. Le roi du royaume Bagratide est Achot 1er (Achot le Grand), son titre de roi est également reconnu par l'empereur byzantin Basile Ier.

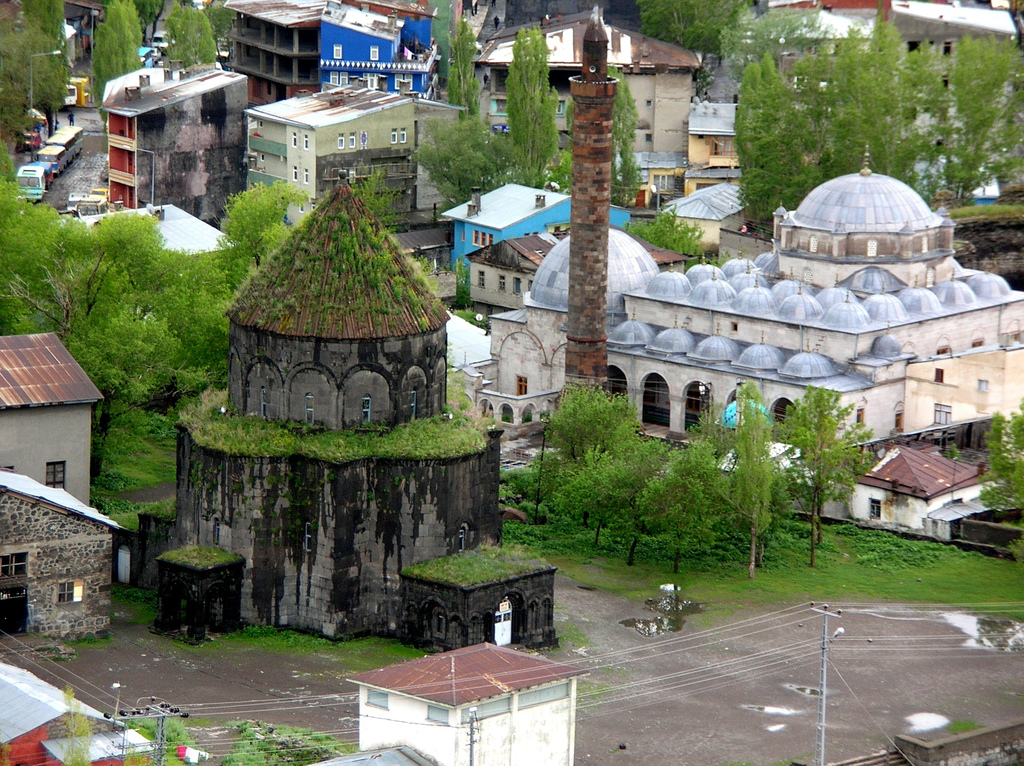
Église des Saints-Apôtres

Après des siècles de luttes entre l'empire Byzantin et l'empire Abbasside, les Byzantins arrivent enfin à soumettre l'Arménie Bagratide en 1040. Les Byzantins en profitent pour détruire le royaume arménien et soumettre entièrement la région. En 1055, les Seldjoukides envahissent Kars et pénètrent l'Anatolie en 1064. Ani, ville intégrant l'actuelle province de Kars, fut sous contrôle seldjoukide. Manuçehr Bey est choisi comme le préfet de la ville d'Ani et de ses alentours. Il est d'origine kurde. Il restaure les monuments dégradés par les guerres et construit mosquée, caravansérail, palais et des aqueducs. Ses travaux permettent à la ville de retrouver une prospérité, après des siècles de tensions. Après la bataille de Manzikert (1071), les aristocrates arméniens qui servaient les Byzantins ont émigré en Anatolie. En voyant que les Seldjoukides approchent, une partie des Arméniens qui habitaient entre Sivas et Antakya fuient en Cilicie. Les migrations arméniennes en Cilicie avaient déjà commencé dès 965 sous les encouragements des Byzantins lors des guerres avec les Abbassides, il y eut plus tard une autre vague de migration arménienne lorsque les Byzantins détruisent le Royaume Bagratide, l'invasion Seldjoukide provoquera donc une 3e vague de migration arménienne en Cilicie. Les Arméniens réussissent à créer un Royaume indépendant en Cilicie. En 1079, Kars et sa région passent sous domination byzantine mais repasse aux mains des Seldjoukides dès 1080. Les Seldjoukides multiplient les taxes par 4 aux habitants de la région pour les punir d'avoir résisté. L'archevêque Barsegh (Basile 1er) rend visite au Sultan Seldjoukide Melikşah avec des hommes religieux et un comité de nobles pour le convaincre de faire baisser les taxes. Melikşah accepte, dans son décret, toutes les taxes sont levées et l'Église arménienne n'est plus représentée par plusieurs mais une seule administration dont Barsegh devient le gérant. Le sultan Melikşah envoie des militaires accompagner et protéger un comité de nobles arméniens pour migrer dans leur royaume (Le royaume arménien de Cilicie). À partir de 1124, les Seldjoukides et les Géorgiens se disputent la région, ce qui, après une courte période de paix, crée de nouveaux conflits.
Plus tard, Kars fut prise par les Mongols en 1239. Cela pousse les Seldjoukides et les Arméniens à fuir la région pour se réfugier en Anatolie. Pendant que le royaume arménien de Cilicie s'allie avec les Mongols. En 1380, les Mongols perdent le contrôle de la région au profit du beylicat turc Qara Qoyunlu. En 1386, Timur réussit à pendre la ville et fait d'Ani la capitale d'une province. Les Aq Qoyunlu envahissent la région et détruisent quelques monuments.
Prise par le général ottoman Lala Mustafa Pacha en 1580, la ville devint la capitale d'une province ottomane, l'eyalet de Kars. La citadelle construite par le sultan Murad III fut assez solide pour résister au siège de Nâdir Châh de Perse en 1731, et elle repoussa avec succès les troupes russes en 1807.

### Période russe
Après une défense courageuse, elle se rendit le 23 juin 1828 au général russe Nikolaï Mouraviev-Karsski. Onze mille hommes furent faits prisonniers de guerre. Durant la guerre de Crimée, la garnison turque, commandée par le général britannique William Fenwick Williams et d'autres officiers étrangers, subit un siège prolongé, le siège de Kars, mais après que la garnison eut été dévastée par le choléra et le manque de provisions, elle ne put que capituler en novembre 1855. À la suite du retrait des Russes, les Arméniens de la région partirent vers Constantinople, l'Arménie russe et la France. La forteresse de Kars fut également attaquée lors de la guerre russo-turque de 1877-1878 par des troupes sous le commandement des généraux Loris-Melikov et Lazarev Ivan Davidovich et fut finalement transférée à la Russie par le traité de San Stefano. Elle devint la capitale de l'oblast de Kars.

### Période contemporaine

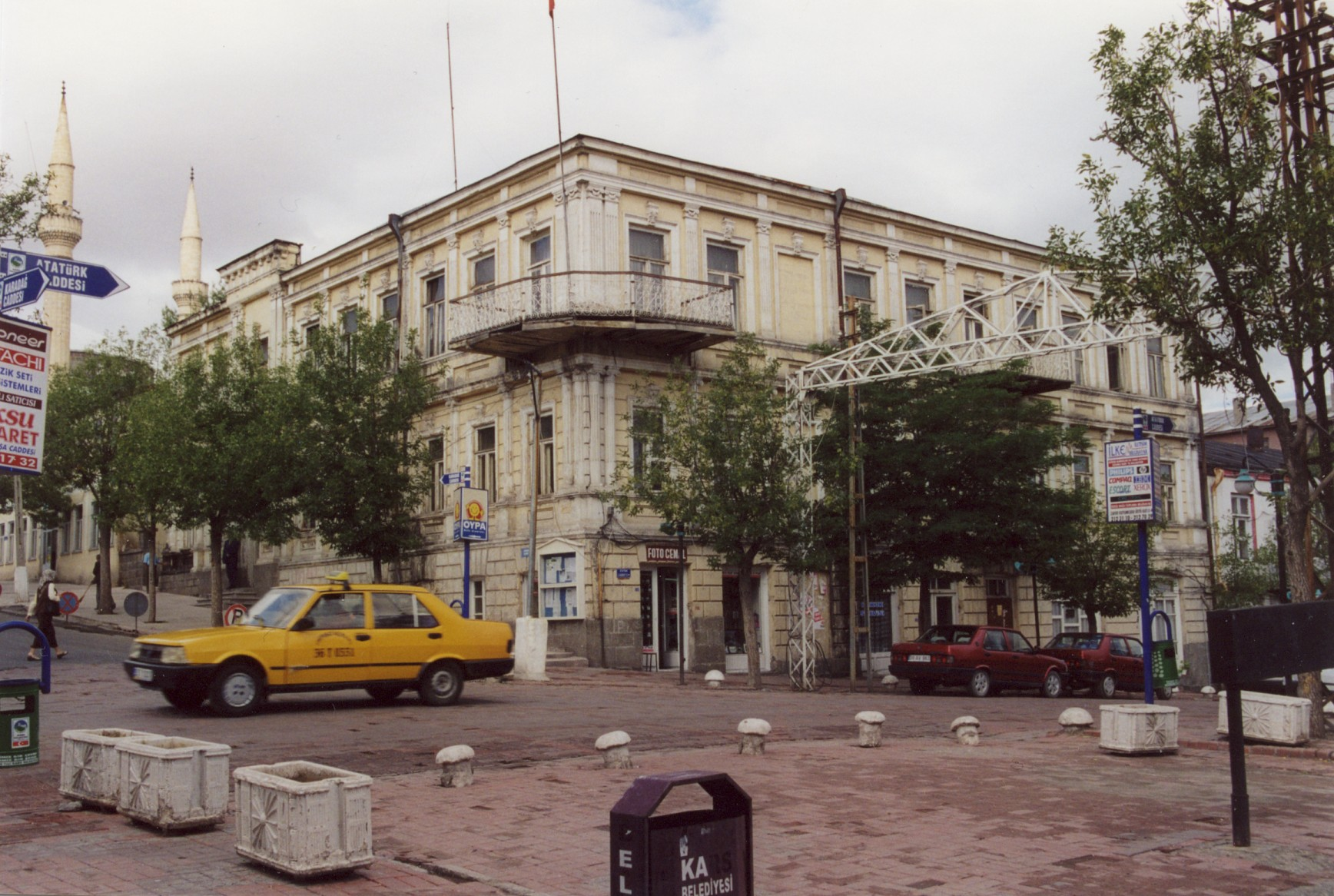
Architecture russe à Kars

La Russie perdit Kars, Ardahan et Batoumi avec le traité de Brest-Litovsk le 3 mars 1918. Les Turcs prirent le contrôle de Kars le 25 avril 1918 et la République du Caucase du Sud-Ouest fut établie dans la zone, mais l'armistice de Moudros (octobre 1918) obligea l'armée ottomane à se retirer derrière les frontières de 1914. Les Anglais occupèrent Batoumi, mais les Ottomans refusèrent de rendre Kars. Son gouverneur militaire constitua un gouvernement provisoire mené par Fahrettin Pirioglu qui revendiquait la souveraineté turque sur Kars et les régions turcophones et musulmanes environnantes à Batoumi et Gyumri (Alexandropol).
La région fut occupée par l'Arménie en janvier 1919 mais le gouvernement pro-turc fut soutenu à Kars jusqu'à l'arrivée des troupes britanniques, qui y mirent fin le 19 avril 1919, et envoyèrent ses meneurs à Malte. Kars fut donnée à l'Arménie avec Iğdır en mai 1919. La guerre arméno-turque entre septembre et, puis la chute de la Première République d'Arménie furent à l'origine du traité d'Alexandropol, signé par les représentants turcs et arméniens le 2 décembre 1920. Il stipulait l'abandon par l'Arménie de tous les territoires qui lui avaient été accordés par le traité de Sèvres ainsi que le passage à la Turquie d'environ 60 % de son territoire d'avant-guerre, incluant ainsi Kars.
À la suite de la guerre d'indépendance turque, la Turquie signa le traité de Kars (23 octobre 1921) avec l'Union soviétique. Avec ce traité la Turquie renonça à ses prétentions sur Batoumi et obtint en retour la reconnaissance de sa souveraineté sur Kars et Ardahan. Les frontières définies par le traité de Kars ne sont toutefois pas acceptées par les nationalistes arméniens qui, pour la plupart, considèrent le traité de Sèvres comme la base de la solution du problème turco-arménien.
Les Soviétiques tentèrent de négocier avec la Turquie afin de leur accorder l'accès aux ruines d'Ani étant donné qu'elles ne possèdent pas de significations particulières pour la Turquie. Ankara refusa de donner son accord et la frontière entre l'Arménie et la Turquie est restée inchangée depuis presque un siècle. Depuis la guerre du Nagorny-Karabakh, la frontière a été fermée en représailles à la victoire des forces séparatistes du Haut-Karabagh sur les forces azéries. L'ancien maire de Kars, Naif Alibeyoğlu, est persuadé que la frontière sera de nouveau ouverte et qu'il n'y aura pas de sentiments nationalistes contre les Arméniens.
En 2009, le maire de Kars a perdu les élections au profit d'un membre de l'AKP, le parti islamo-conservateur au pouvoir depuis 2002 dans le pays.

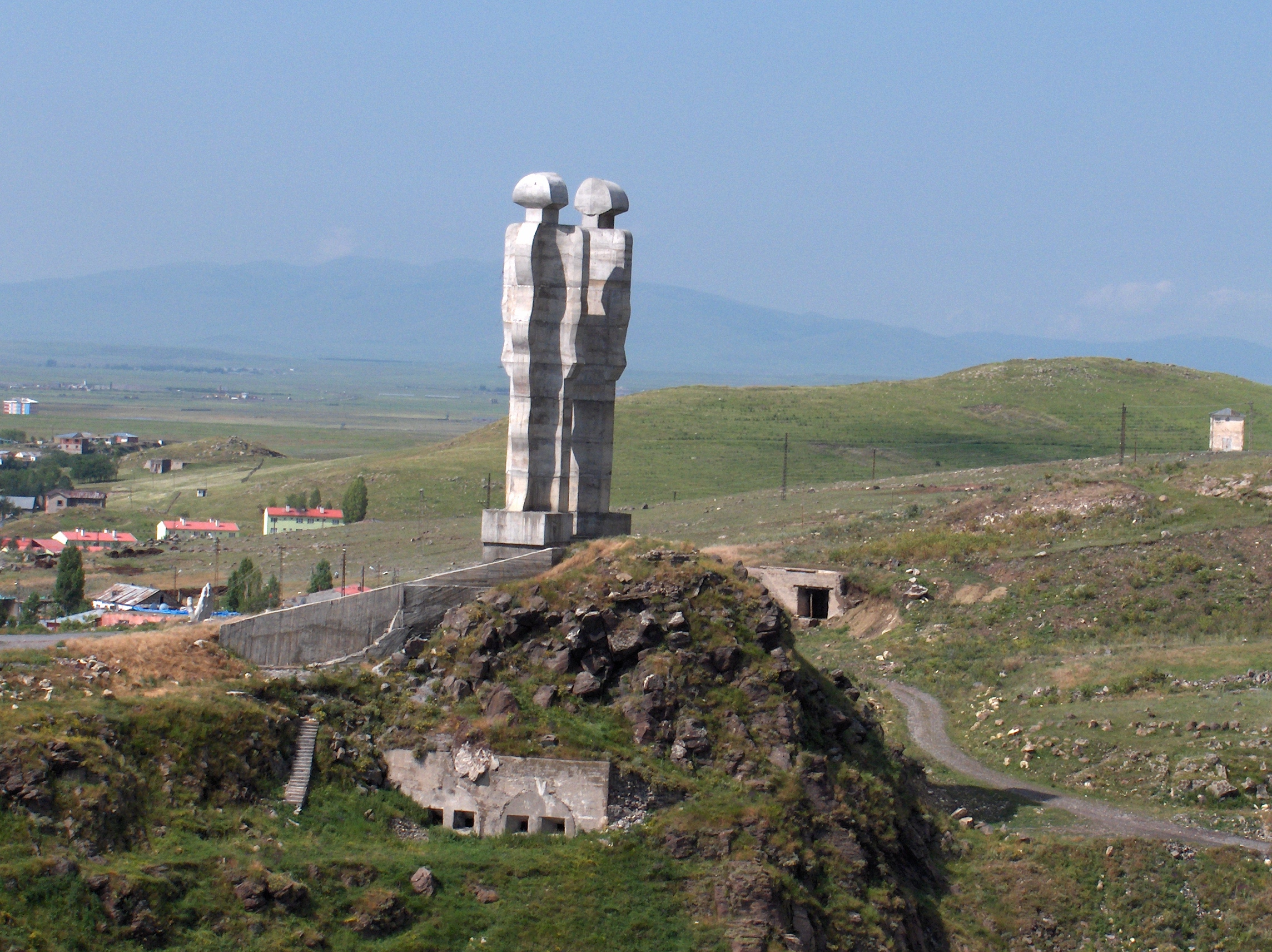
Le Monument à l'Humanité, construit entre 2006 et 2010, puis détruit en 2011.

En avril 2011, le Monument à l'Humanité (en) (deux totems immobiles, face à face, sans visage), œuvre de Mehmet Aksoy (en) situé à Kars et élevé à l’amitié et à la paix turco-arménienne, a été abattu sur l’ordre du premier ministre Recep Tayyip Erdoğan,.
La ligne ferroviaire Bakou-Tbilissi-Kars est inaugurée le 30 octobre 2017 et le premier train de marchandises traverse Kars le 3 novembre pour atteindre le port de Mersin, sur la Méditerranée, le 4 novembre.
Le maire de la ville, Ayhan Bilgen, est arrêté par la police en septembre 2020. Il était le maire du dernier chef-lieu de département encore aux mains du Parti démocratique des peuples (HDP) à la suite d'une vague d'arrestations et de destitutions. Son arrestation s'inscrit dans un contexte d'offensive des autorités contre les personnalités politiques manifestant leurs soutiens aux organisations du PKK et du YPG, reconnues terroristes,.

## Culture

### Ethnies et religions
La région de Kars a toujours intégré différentes ethnies. C'était déjà le cas à l'époque des Urartéens entre le XIe et le VIe siècle av. J.-C., plusieurs ethnies qui parlaient des langues différentes existaient au sein du royaume. Tout comme l'Anatolie, le Caucase du Sud s'est vu être conquis par des peuples venus d'Asie, d'Europe et du Moyen-Orient. Aujourd'hui,Kars est réputée pour accueillir plusieurs ethnies. Turkmènes, Azéris, Kurdes, Qarapapaqs, Moloques, Tats, Géorgiens, Meskhètes, Allemands et d'autres encore cohabitent. Les habitants de Kars sont en majorité musulmans. Les Turkmènes sont des musulmans sunnites mais on trouve aussi une minorité de Turkmènes Alévis qui vivent principalement dans le district de Selim. Les Turcs Meskhètes et Qarapapaq sont tous sunnites hanafites. Les Kurdes sont sunnites, généralement chaféites mais il y a aussi des Kurdes hanafites. Les Turcs Azéris sont chiites. Les chrétiens de Kars sont généralement d'origine allemande ou moloque.

## La citadelle de Kars

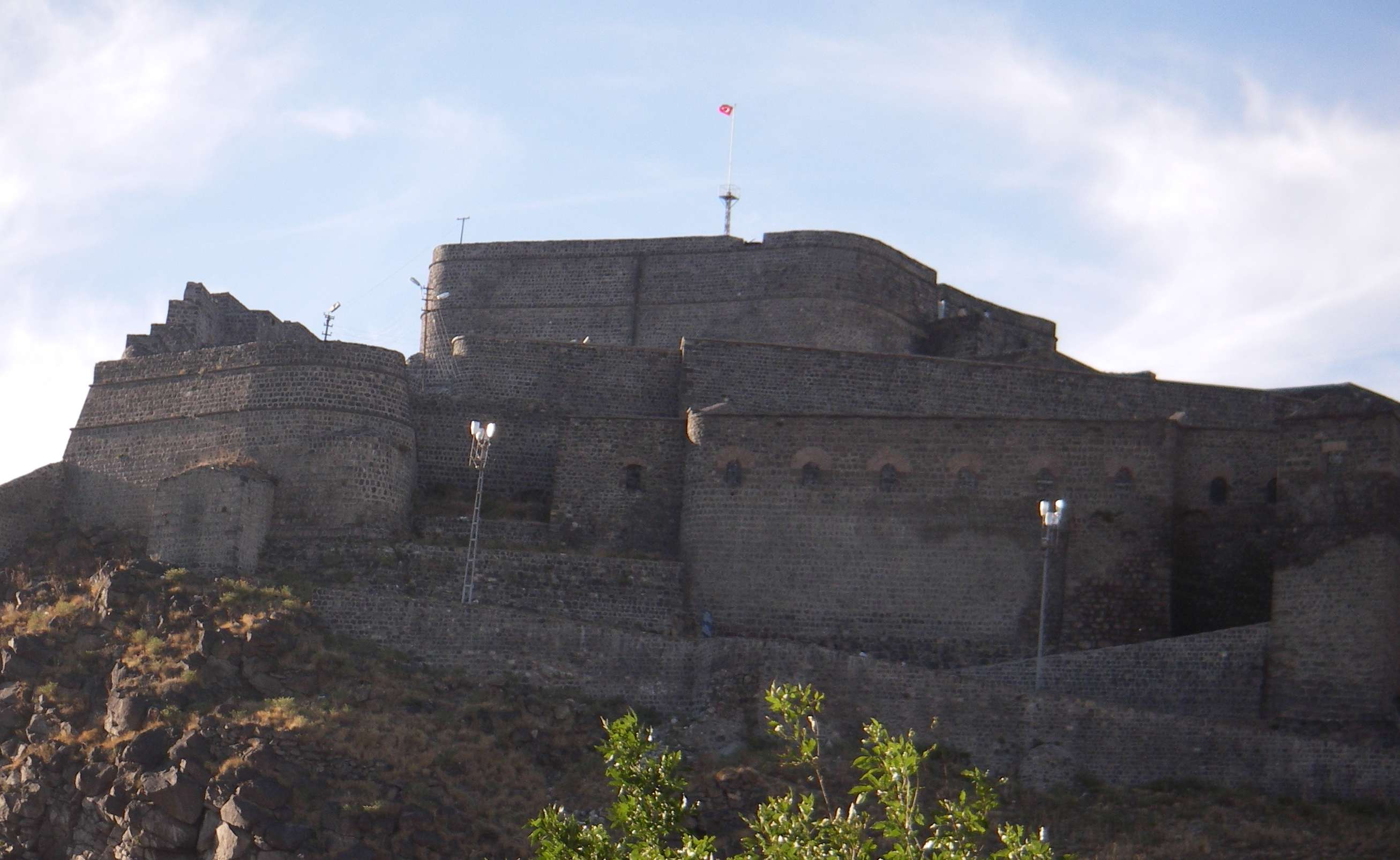
La citadelle de Kars

En tant que ville à la jonction de cultures arménienne, caucasienne, russe et turque, l'architecture des bâtiments de Kars en porte les influences. Le château de Kars (Kars Kalesi), appelé citadelle de Kars, surplombe la ville au sommet d'une colline rocheuse. Ses murs remontent à la période arménienne des Bagratides (des éléments de maçonnerie sont encore présents au nord du château), il est probable qu'ils prirent leur forme actuelle au XIIIe siècle quand Kars était sous la domination de la dynastie Zakaride. Les murs portent des croix en plusieurs endroits, ainsi qu'un khatchkar avec une inscription en arménien sur la tour la plus à l'est. Ainsi elle est fausse la croyance qui affirme que le château de Kars ait été construit par le sultan ottoman Murad III durant la guerre avec la Perse, à la fin du XVIe siècle. Cependant, il est probable que le sultan Murad ait reconstruit une grande partie des murs de la ville (ils sont similaires à ceux édifiés par l'armée ottomane à Ardahan). Aux pieds du plateau se trouve la cathédrale Saint-Arak'elos, ou l'église des Apôtres. Construite au Xe siècle, elle comprend un tétraconque voûté sur une base carrée avec quatre absides. La frise du dôme incorpore des bas-reliefs représentant les douze Apôtres, un toit conique recouvre le dôme. Dans les années 1960 et 1970, elle abrita un petit musée, puis fut abandonnée pendant deux décennies jusqu'à sa conversion en mosquée en 1998.

## Climat
Kars est l'une des villes de Turquie qui bénéficie du climat le plus froid en raison de son altitude élevée. La moyenne des températures annuelles est de seulement 4,7 °C. Les températures connaissent d'importantes variations saisonnières en raison de la continentalité du climat. Ainsi l'amplitude thermique entre le mois le plus chaud et le mois le plus froid est égale à 27,2 °C.
| Mois                              | jan.  | fév.  | mars | avril | mai  | juin | jui. | août | sep. | oct. | nov. | déc.  | année |
| --------------------------------- | ----- | ----- | ---- | ----- | ---- | ---- | ---- | ---- | ---- | ---- | ---- | ----- | ----- |
| Température minimale moyenne (°C) | −14,6 | −13,7 | −7,5 | −0,2  | 3,7  | 6,4  | 9,6  | 9,3  | 5,1  | 0,1  | −4,5 | −10,1 | −1,4  |
| Température moyenne (°C)          | −9,9  | −8,4  | −2,5 | 5,2   | 10   | 13,4 | 17,3 | 17,1 | 13,2 | 6,7  | 0,4  | −5,6  | 4,7   |
| Température maximale moyenne (°C) | −5,2  | −3,4  | 2,4  | 11    | 16,2 | 20,4 | 25,2 | 25,6 | 21,8 | 13,6 | 6,3  | −1,4  | 11    |
| Précipitations (mm)               | 18,8  | 22,4  | 26   | 44,1  | 76,2 | 75,7 | 49,7 | 38,3 | 26,7 | 38,5 | 25,7 | 20,8  | 462,8 |

## Université du Caucase
À Kars, l'Université du Caucase, fondée en 1922, accueille plus de 12 000 étudiants, dont de nombreux Kurdes, puisque c'est la principale minorité de la région.

## Kars dans la littérature
- Kars est le lieu de l'action du roman Neige (traduction de Kars en français) d'Orhan Pamuk (2004). En voici un extrait : « Tous ces Arméniens, Russes, Ottomans et Turcs des débuts de la République, qui avaient transformé la ville en un modeste centre de civilisation, s’en étaient allés, et on avait l’impression que les rues étaient complètement désertes parce que personne n’était venu les remplacer[11]. »

### Sources
- Cet article est une traduction partielle d'un texte issu de l'Encyclopædia Britannica (édition de 1911), désormais au domaine public.